# مور-دو-برتانی
مور-دو-برتانی (به فرانسوی: Mûr-de-Bretagne) یک کمون در فرانسه است که در canton of Mûr-de-Bretagne واقع شده‌است.

## خصوصیات
مور-دو-برتانی ۲۹٫۸۰ کیلومترمربع مساحت و ۲٬۰۹۴ نفر جمعیت دارد.